# 李秋平 (1982年)
李秋平（1982年7月—），江西省新干县人，中华人民共和国政治人物。

## 生平
1982年7月，李秋平出生在江西省新干县。2000年，李秋平考入江西科技师范学院（今江西科技师范大学）中文系汉语言文学专业。
2004年大学毕业后，李秋平到江西省水利水电学校执教。2011年9月转任江西省水利投资集团有限公司办公室主任；2015年11月起兼任江西赣寻水利投资开发有限公司总经理，2016年3月升任董事长。2017年1月调入江西省水投建设集团有限公司，出任董事、总经理；2017年4月兼任党委副书记。2018年1月升任董事长，3月起兼任党委书记。
2020年6月，李秋平进入政界，调任中共江西省赣州市大余县委副书记。2021年年8月转任中共江西省赣州市安远县委副书记、县人民政府副县长、代县长；2021年9月出任县长。

### 停职
2023年2月，安远县长李秋平因涉嫌侵犯中共中央党校在江西省赣州市安远县挂职锻炼的女干部叶夏铭（挂职任县政府办副主任）而被停职。2月24日，李秋平遭受停职检查处理，并且被立案调查。2月25日，赣州市人民代表大会常务委员会发布公告：李秋平辞去赣州市第六届人民代表大会代表职务，根据有关法律规定，其代表资格终止。